# Distretto di Entlebuch
Il distretto di Entlebuch (Wahlkreis Entlebuch) è un distretto del Canton Lucerna, in Svizzera. Confina con i distretti di Willisau e di Sursee a nord, di Lucerna Campagna a nord-est, con il Canton Obvaldo a est e con il Canton Berna a sud e a ovest (circondario di Interlaken-Oberhasli a sud, dell'Emmental a ovest). Ha sostituito, dal 1º gennaio 2013, l'omonimo Amt, di cui ricalca perfettamente il territorio (tranne per il comune di Wolhusen, in precedenza parte del distretto di Sursee), e il cui capoluogo era Schüpfheim.

## Comuni
Amministrativamente è diviso in 9 comuni:
- Doppleschwand
- Entlebuch
- Escholzmatt-Marbach
- Flühli
- Hasle
- Romoos
- Schüpfheim
- Werthenstein
- Wolhusen (dal 2013, in precedenza nel distretto di Sursee)

### Fusioni
- 1853: Werthenstein, Wolhusen-Markt → Werthenstein
- 1889: Schachen, Werthenstein → Werthenstein
- 2013: Escholzmatt, Marbach → Escholzmatt-Marbach